# Otocinclus bororo
Otocinclus bororo är en fiskart som beskrevs av Schaefer, 1997. Otocinclus bororo ingår i släktet Otocinclus och familjen Loricariidae. Inga underarter finns listade i Catalogue of Life.